# Bizarre Records
Bizarre Records war ein US-amerikanisches Independent-Label, das der Komponist und Rockmusiker Frank Zappa und sein damaliger Manager Herb Cohen im Oktober 1968 gründeten. Auf dem Label erschienen vor allem Schallplatten von Frank Zappa und den Mothers of Invention, aber auch Produktionen von Lenny Bruce, Wild Man Fischer und Sandy Hurvitz.

## Geschichte
Als das Label MGM/Verve es versäumte, eine Option zum Verlängern seines Vertrages mit den Mothers of Invention wahrzunehmen, gründeten Frank Zappa und sein Manager Herb Cohen im Oktober 1968 das Plattenlabel Bizarre Records. Es entstand durch Umbenennen des bereits 1967 gegründeten Labels Bizarre Productions und wurde Bestandteil des Zappa-eigenen Unterhaltungskonzerns Bizarre Inc. Dazu gehörten neben dem im Frühjahr 1969 ins Leben gerufenen Schwester-Label Straight Records auch noch eine Managementfirma, die PR- und Werbeagentur Nifty Tough & Bitchen (NT & B), der Musikverlag Third Story Music, eine Filmproduktionsgesellschaft und ein Buchverlag.
Das Unternehmen, von Zappa als „eine Art Semi-Independent-Label“(S. 96f) bezeichnet, hatte seinen Sitz in Los Angeles. Das Firmenlogo hatte Cal Schenkel entworfen; es zeigt die Strichzeichnung einer alten medizinischen Pumpe. Dieses Logo ist bereits auf den Plattenhüllen der Mothers-Alben Cruising with Ruben & the Jets und Mothermania und auf der Platte Sandy’s Album Is Here At Last von Sandy Hurvitz zu sehen. Diese Schallplatten wurden jedoch noch von MGM-Verve herausgebracht – ein Kompromiss, den Zappa und Cohen hatten eingehen müssen, um den alten Vertrag endgültig lösen zu können. Mit dem Vertrieb der Bizarre-Records-Produktionen war das Label Reprise Records betraut worden, welches als Unterlabel damals wie heute zur Warner-Bros.-Gruppe gehört. Dem Vertrag zufolge konnte zunächst Warner über die Zappa-Produktionen verfügen. Ließ der Konzern diese Möglichkeit ungenutzt, so durfte Zappa das Material auf seinem Straight-Label veröffentlichen.
Unter dem Logo von Bizarre Productions waren bereits ab 1967 Platten von Verve herausgebracht worden. Die frühesten Veröffentlichungen sind die an Diskjockeys versandte Werbesingle „Lonely Little Girl“/„Mother People“ sowie die Alben We’re Only in It for the Money und Lumpy Gravy, allesamt von den Mothers of Invention. Es folgten die schon erwähnten drei Alben von Sandy Hurvitz und den Mothers, wobei Cruising with Ruben & the Jets mit weiteren Promotionssingles („Deseri“/„Jelly Roll Gumdrop“ und „Any Way The Wind Blows“/„Jelly Roll Gumdrop“) beworben wurde. Die 1971 von United Artists vertriebene Filmmusik zu Frank Zappa’s 200 Motels beschloss die Ära von Bizarre Productions. Alle Zappa-/Mothers-Alben, die unter dem Bizarre Productions-Logo erschienen, platzierten sich in den Vereinigten Staaten in den Top-200. Mit Platz 30 das erfolgreichste unter ihnen war We’re Only in It for the Money.
Die erste Veröffentlichung für Bizarre Records kam am 10. September 1968 auf den Markt: die Single „The Circle“/„Merry-Go-Round“ von Wild Man Fischer, einem Sänger und Straßenmusiker aus Los Angeles. Das erste vom Label herausgebrachte Album war im Februar 1969 die Doppel-LP The Berkeley Concert des US-amerikanischen Stand-up-comedian und Satirikers Lenny Bruce, der im April Wild Man Fischers Doppelalbum An Evening With Wild Man Fischer folgte.
Sein erstes Mothers-Album veröffentlichte Bizarre Records im April 1969: Uncle Meat. Ihm folgten bis Ende 1972, als Bizarre Records zugunsten des neuen Zappa-Labels DiscReet Records aufgelöst wurde, bis einschließlich zum Album The Grand Wazoo alle weiteren Veröffentlichungen dieser Gruppe und Frank Zappas. Auch unter dem neuen Namen blieb das Label kommerziell erfolgreich. Bis auf das letzte Album schafften alle anderen den Sprung in die Top-200. Mit Rang 38 erreichte das Livealbum Fillmore East, June 1971 unter ihnen die beste Platzierung.